# Pakil, Laguna

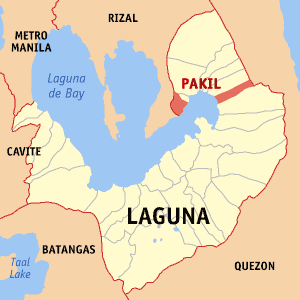
Bản đồ Laguna với vị trí của Pakil

Pakil là một đô thị hạng 5 ở tỉnh Laguna, Philippines. Theo điều tra dân số năm 2000 của Philipin, đô thị này có dân số 18.021 người trong 3.698 hộ.

## Các đơn vị hành chính
Pakil được chia ra 13 barangay.
- Baño
- Banilan
- Burgos
- Casa Real
- Casinsin
- Dorado
- Gonzales
- Kabulusan
- Matikiw
- Rizal
- Saray
- Taft
- Tavera